# Шаверки
Шаве́рки (рос. Шаверки, ерз. Шаверки) — село у складі Краснослободського району Мордовії, Росія. Входить до складу Гуменського сільського поселення.
Населення — 325 осіб (2010; 380 у 2002).
Національний склад (станом на 2002 рік):
- росіяни — 94 %

У селі народився Герой Радянського Союзу Шпагін Василь Никифорович (1913-1995).